# Єкатеринбурзький трамвай
Єкатеринбурзький трамвай — діюча система трамвайного руху в Єкатеринбурзі, Росія. Один з найпоширеніших видів громадського транспорту в місті.

## Маршрути
| Діючі маршрути станом на 2018 рік |                                       | |                          |                                                                       |
| №                                 | Кінцеві пункти                        | Маршрут прямування | Протяжність маршруту, км | Примітка                                                              |
| 1                                 | ВІЗ — Вторчормет                      | через Волгоградську                                                                                                   | 31,3                     |                                                                       |
| 2                                 | Фрезерувальників — ВІЗ                | через площу 1905 року                                                                                                 | 27,2                     | тільки по робочих днях                                                |
| 3                                 | ЦПКіВ — ВІЗ                           | туди через Вокзал; зворотньо через Волгоградську                                                                      | 22,1                     | Кільцевий маршрут                                                     |
| 4                                 | Південна — Шарташ                     | через Куйбишева/Луначарського                                                                                         | 21,2                     |                                                                       |
| 5                                 | Станція метро «Ботанічна» — УЗВМ      | через Радіщева — Вокзал                                                                                               |                          |                                                                       |
| 5А (спецрейс)                     | Шарташ — УЗВМ                         | Проспект Космонавтів — Уральська                                                                                      |                          | по робочих днях в години пік                                          |
| 6                                 | ЦПКіВ — Машинобудівників              | через площу 1905 року — вул. Бебеля                                                                                   | 28,3                     |                                                                       |
| 7                                 | Ельмаш — 7 ключів                     | через Вокзал — Палац молоді                                                                                           |                          |                                                                       |
| 8                                 | 40 років ВЛКСМ — Машинобудівників     | через готель Ісеть» — проспект Космонавтів - Перемоги                                                                 | 37,3                     |                                                                       |
| 9                                 | Керамічна — ЦПКіВ                     | через Південну — Цирк                                                                                                 | 25,6                     | по робочих днях в години пік                                          |
| 10                                | ЦПКіВ — 7 ключів                      | через Радіщева — пл. Комунарів                                                                                        | 27,9                     |                                                                       |
| 11                                | Зелений острів — ВІЗ                  | | 8,6                      | берегом Верх-Ісетського ставка; частина маршруту прямує однією колією |
| 12                                | 7 ключів — ВІЗ                        | |                          |                                                                       |
| 13                                | 40 років ВЛКСМ — 7 ключів             | через площу 1905 року                                                                                                 | 32,5                     |                                                                       |
| 14                                | Керамічна — Ельмаш                    | через Куйбишева/Луначарського                                                                                         | 42,7                     |                                                                       |
| 15                                | 40 років ВЛКСМ — Вторчормет           | через площу 1905 року — площу Комунарів — Радіщева                                                                    | 34,1                     |                                                                       |
| 16                                | Шарташ — Ельмаш                       | | 22,4                     |                                                                       |
| 17                                | Машинобудівників — Ельмаш             | | 25,3                     | по робочих днях в години пік, у вихідні повний день                   |
| 18                                | ВІЗ — Шарташ                          | через площу 1905 року                                                                                                 |                          |                                                                       |
| 19                                | Волгоградська — Машинобудівників      | через Бебеля; на зворотному шляху заходить на ВІЗ                                                                     | 24,2                     |                                                                       |
| 20                                | Шарташ — ЦПКіВ                        | через Уральську | 19,6                     |                                                                       |
| 21                                | ЦПКіВ — ЦПКіВ                         | Куйбишева — Волгоградська — ВІЗ — Вокзал                                                                              | 21,9                     | Кільцевий маршрут                                                     |
| 22                                | Машинобудівників - Машинобудівників   | Перемоги — Луначарського — Уральська — Перемоги                                                                       | 28,6                     | Кільцевий маршрут                                                     |
| 23                                | Машинобудівників — 40 років ВЛКСМ     | через Уральську — Вокзал — Бебеля                                                                                     |                          |                                                                       |
| 24                                | Пл. 1-ї п'ятирічки — 7 ключів         | через Перемоги | 26,4                     |                                                                       |
| 25                                | Фрезерувальників — Керамічна          | через Куйбишева/Луначарського                                                                                         | 42,7                     |                                                                       |
| 26                                | Волгоградська — Волгоградська         | площа 1905 року — готель «Ісеть» — Піонерська — УрФУ — площа 1905 року                                                | 18,4                     | Кільцевий маршрут                                                     |
| 27                                | Керамічна — Керамічна                 | Радіщева — Челюскінців — Вокзал — Луначарського — Леніна — Радіщева                                                   |                          | Кільцевий маршрут                                                     |
| 31 (А)                            | 40 років ВЛКСМ — 40 років ВЛКСМ       | Уральська — Вокзал — Московська — Леніна                                                                              |                          | Кільцевий маршрут. тимчасово закритий                                 |
| 32                                | Палац спорту - 40 років ВЛКСМ         | туди: Московська — Вокзал — Уральська — 40 років ВЛКСМ; зворотньо: Уральська — Луначарського — Куйбишева — Московська |                          | Лінійний маршрут, але траси прямування туди і назад різні             |
| 33                                | Палац спорту — ЦПКіВ                  | | 12,7                     | тільки по робочих днях                                                |
| 34                                | Станція метро «Ботанічна» — Керамічна | | 14,8                     |                                                                       |

Закриті маршрути
| Закриті маршрути |               |              |                                                                            |
| №                | Рік відкриття | Рік закриття | Маршрут прямування                                                         |
| 12               | 1937          | 1940         | Вокзал — Втузмістечко                                                      |
| 12               | 1944          | 1948         | Щорса — М'ясокомбінат                                                      |
| 12               | 1954          | 2003         | ВІЗ — Пл. 1-ї П'ятирічки                                                   |
| 28               | 1986          | 1998         | Площадь 1-ї П'ятирічки — Фрезерувальників                                  |
| 29               | 1986          | 2001         | ЦПКіВ — Пл. Комунарів                                                      |
| 30               | 1988          | 1991         | 40-річчя ВЛКСМ — Шарташ                                                    |
| 31               | 1996          | 1996         | ЦПКіВ — Леніна — Луначарського — Челюскінців — Московська — Леніна — ЦПКіВ |
| Б                | 1989          | 1990         | Леніна — Московська — Челюскінців — Луначарського                          |

Маршрути під час Чемпіонату світу з футболу-2018
У дні проведення ігор в Єкатеринбурзі були введені тимчасові трамвайні маршрути.
| Тимчасові маршрути під час ЧС-2018 | |
| №                                  | Маршрут руху |
| 1TF                                | Фан-Фест — 7 ключів |
| 2TF                                | Фан-Фест — Фрезерувальників |
| 3TFC                               | Пл. Комунарів — вул. Московська — вул. Радищева — вул. Куйбишева — вул. Луначарського — вул. Тверітіна — вул. Мічуріна — ст. ЦПКіВ — вул. Мічуріна — вул. Тверітіна — вул. Луначарського — пр. Леніна — Пл. Комунарів |
| 3TF                                | Фан-Фест — Волгоградська |
| 4TF                                | Фан-Фест — Шарташ |

## Рухомий склад
На середину 2010-х у Єкатеринбурзі в експлуатації 461 трамвайних вагонів, а саме:
| Тип        | штук |
| ---------- | ---- |
| Tatra T3SU | 339  |
| Tatra T6B5 | 71   |
| 71-402     | 20   |
| 71-405     | 21   |
| 71-403     | 9    |
| 71-409     | 1    |

Службовий парк складається з 42 вагонів, у тому числі 12 вагонів Tatra T3SU.

## Депо
На трамваях Єкатеринбурга застосовується тризначна нумерація.
Розподіл інвентарних номерів вагонів і приналежність до депо: 001-299 — Північне трамвайне депо; 300-599 — Південне трамвайне депо; 600-899 — Західне трамвайне депо.

### Південне трамвайне депо
Південне трамвайне депо - найстаріше в місті. При проектуванні першої трамвайної лінії у 1920-х роках було вирішено розмістити трамвайний парк на південній околиці міста, на Циганського площі в районі нинішньої вулиці Фрунзе. Будівництво депо розгорнулося навесні 1929 року. Фактично на майданчику Південного депо розміщуються три великих підрозділи ЕМУП «ТТУ» (Єкатеринбурзького муніципального унітарного підприємства «Трамвайно-тролейбусне управління») — власне депо, вагоноремонтні майстерні і служба колії.
На балансі депо знаходяться 140 пасажирських вагонів, з них 120 вагонів типу Т3SU і 20 вагонів Т6B5SU. Щодня на маршрути випускається 111 вагонів. Також в депо є 10 спецвагонів. Єдиний збережений в місті вагон МТВ-82 приписаний саме до Південного депо. Крім того, в музеї депо можна побачити: єдиний збережений на сьогоднішній день вагон K2SU, кілька старих снігоочисників, маневровий вагон серії «Х», платформу, зроблену з вагона КМ (можливо, найстаріший вагон в місті).
Депо обслуговує маршрути № 4, 9, 10, 14, 15, 20, 25, 27, 34, А.

### Північне трамвайне депо
Відкрито у 1959 році. Місце для нього було обрано на проспекті Космонавтів, в районі зупинки «1-й кілометр» (нині «Техучилище»). Північне депо є найбільшим в місті і по території, і за кількістю рухомого складу. Воно лідирує також і за багатьма виробничими показниками.
До депо приписані 163 пасажирських вагонів, з них 139 вагона типу Т-3SU, 2 вагони 71-403, 22 вагонів 71-405, 5 спецвагонів і 6 снігоочисників. Спеціальний рухомий склад складається тільки з вагонів Т-3SU. На території депо розташовується навчальний центр Єкатеринбурзького ТТУ, тому на балансі парку приписано 3 навчальних вагони (№№ 958, 959, 960).
Депо обслуговує маршрути № 2, 5, 7, 8, 13 (спільно із Західним), № 16, 17, 22, 23, 24.

### Західне трамвайне депо
Західне депо створено пізніше за інших — у 1989 році. Північне і Південне депо могли прийняти 300 вагонів, а у 1985 році в місті їх уже було 450.
Особливо важка ситуація склалася в Південному депо, яке було переповнене більш ніж удвічі. Сьогодні в депо працює близько тисячі осіб, з них 245 водіїв, 385 кондукторів, 191 ремонтник. У структурі депо два ремонтні цехи - профілактичного обслуговування (ЦПО) і планових ремонтів (ЦПР).
До депо приписані 158 пасажирські вагони. Основу парку традиційно складають вагони Т-3SU (75 штук). Також є 51 вагон Т6B5SU, 20 вагонів 71-402, 7 вагонів 71-403, 5 вагонів 71-405, 5 спецвагонів і 6 снігоочисників.
Депо обслуговує маршрути № 1, 3, 6, 11, 13 (спільно з Північним), № 18, 19, 21, 26, 32, 33.